# کولشن (کشتی بخار)
کولشن (کشتی بخار) (به انگلیسی: Kulshan (steamship)) یک کشتی بود که طول آن ۱۶۰٫۳ فوت (۴۸٫۸۶ متر) بود. این کشتی در سال ۱۹۱۰ ساخته شد.